# Tüvshinshiree, Sükhbaatar
Tüvshinshiree (tiếng Mông Cổ: Түвшинширээ) là một sum của tỉnh Sükhbaatar ở miền đông Mông Cổ. Vào năm 2009, dân số của sum là 3.030 người.

## Địa lý
Sum có diện tích khoảng 4.400 km2. Trung tâm sum, Sergelen, nằm cách tỉnh lỵ Baruun-Urt 136 km và thủ đô Ulaanbaatar 460 km.

### Khí hậu
Tüvshinshiree có khí hậu bán khô hạn. Nhiệt độ trung bình hàng năm ở khu vực này là 5 °C. Tháng ấm nhất là tháng 8, khi nhiệt độ trung bình là 26 °C và lạnh nhất là tháng 1, với -20 °C. Lượng mưa trung bình hàng năm là 330 mm. Tháng ẩm ướt nhất là tháng 7, với lượng mưa trung bình là 100 mm, và khô nhất là tháng 1, với 2 mm.

## Kinh tế
Sum có một trường học, bệnh viện và khu du lịch.